# 錢宏 (正德進士)
錢宏（1476年—1537年），字可容，號江樓，浙江杭州府錢塘縣人，太医院官籍。明朝政治人物。

## 生平
治《易經》，行三，由國子生中式甲子科（1504年）順天府鄉試第十九名舉人，年三十三歲中式正德三年（1508年）戊辰科會試第一百八十三名，第二甲第八十三名進士。授刑部主事，转署员外郎，十二年（1517年）秋七月升山东佥事，转副使。升广西按察使。嘉靖八年（1529年）五月升福建右布政使，调湖广左布政使，十一年（1532年）三月升都察院右副都御史、提督南赣汀漳等处军务，十二年六月南京科道官以例拾遗，令致仕。十六年六月賜祭葬。

## 著作
著有《江樓遺稿》。
钱宏出身御医世家，他精于幼儿科，于嘉靖十一年（1532年）重刊家传徐用宣刻本《袖珍小儿方论》十卷，以应儿科临床之需。

## 家族
曾祖錢達。祖錢安，壽官。父錢益，御医。母朱氏；继母顾氏。严侍下，兄㝢、宙、弟寰、寶。